# Basile (famiglia)
I Basile sono un'antica famiglia della nobiltà siciliana, investita della Baronia del Grano nel 1473.
La casata fu ascritta alla nobiltà di Messina nel XV secolo, dividendosi successivamente nei rami di Polizzi Generosa, Santa Lucia del Mela e Sant'Angelo di Brolo, luoghi nei quali per diversi secoli ebbe parte importante nella vita amministrativa, civile ed ecclesiastica locale.
Nel XIX secolo la famiglia contribuì al processo di unificazione nazionale e, dopo l'unità d'Italia, espresse diversi senatori, deputati, sindaci, alti magistrati e docenti universitari.

## Storia

### Origini
Galluppi, Crollalanza ed altri autori successivi, sulla scorta di quanto scritto da Andrea Minutolo, affermano che la famiglia Basile, anticamente detta Basili o de Basilio, derivò dall'isola greca di Rodi nel tempo che vi regnava il sovrano militare ordine di Malta (1309-1522). In realtà se ne hanno notizie documentarie in Sicilia già in epoca precedente, nel 1300 circa: un Giovanni ricoprì la carica di giudice di Cefalù nel 1307 e nel 1309; un Pietro era tra i baroni siciliani ai quali un dispaccio reale del 1307 ordinava di portarsi con uomini a cavallo a guerreggiare.
Il capostipite accertato della casata è il magnifico Pietro Basile, regio milite, signore della piana di Capo d'Orlando e di numerosi altri feudi situati nei territori di Caronia e di Naso, nominato barone del Grano nel 1473. Questi, per breve tempo, fu anche barone di Castania (l'odierna Castell'Umberto), avendo acquistato nel 1480 la terra di Castania con il suo castello da Benedetto Paternò, il quale si riservò il diritto di riscatto, poi esercitato dall'erede Nicolò Tornabene l'anno successivo.

### Ramo di Polizzi Generosa
Gli appartenenti a questo ramo aggiunsero il cognome Cardona, in quanto discendenti dal matrimonio di Giovan Francesco Basile, barone del Grano (invest. 1484) e viceammiraglio di Messina, con Donna Giovanna Cardona, figlia di Pietro Conte di Collesano, Gran Connestabile e Gran Ammiraglio del Regno.
I Basile Cardona si imparentarono tramite tre differenti matrimoni anche con la nobilissima famiglia Di Napoli. Tra essi si distinsero:
- Don Giovanni Basile e Cardona, barone del Grano (invest. 1539) e capitano di cavalli[15], giurato e ambasciatore di Polizzi nel 1555[9], ricordato tra i poeti siciliani che fiorirono nel XVI secolo[17], il quale nel 1540 sposò Diana Notarbartolo, figlia di Giovanni barone di Villanova;
- Donna Beatrice Basile e Cardona, per moltissimi anni badessa del Monastero di Santa Margherita a Polizzi e poi di quello di Santa Caterina a Cefalù nel sec. XVI[9][10];
- Donna Felicia Basile e Cardona, anche lei più volte badessa del Monastero di S. Caterina a Cefalù nel sec. XVI, morta in odore di santità[18];
- Padre Francesco Basile (1548-1620) della Compagnia di Gesù, padre superiore (1611-14)[19][20] e prefetto di studi a Palermo, rimasto famoso per la sua dottrina e oratoria[9].

Questo ramo si estinse nella prima metà del XVII secolo e la baronia del Grano passò alla famiglia Notarbartolo.

### Ramo di Santa Lucia del Mela
Presenti nella città demaniale di S. Lucia del Mela dalla seconda metà del '500 ed ivi ascritti alla mastra nobile, i Basile ricoprirono le più importanti cariche cittadine con un gran numero di giurati, sindaci, giudici, regi segreti e capitani di giustizia, imparentandosi con antiche famiglie locali di origine messinese, tra cui quelle dei Crisafi, Pagano, Marullo, de Gregorio, Galluppi, Scoppa, Compagna, ecc..
Molti furono anche gli uomini di Chiesa, a partire da Don Pietro Basile (1566-1647), Canonico decano della Cattedrale di Santa Lucia e cappellano del Beato Antonio Franco, del quale tramandò ai posteri virtù e miracoli, per finire con il dottore in teologia Mons. Antonio-Franco Basile (1800-1881), Canonico Arcidiacono e Vicario Generale di Santa Lucia ed ultimo Abate del Monastero dei SS. Filippo e Giacomo.
Appartennero a questo ramo il patriota Michele Basile (1832-1907), scrittore e docente universitario, il quale in gioventù prese parte ai moti risorgimentali del 1848 e del 1860 e il medico Carlo Basile (1888-1937), professore all'Università di Roma, autore di diverse pubblicazioni tra cui un manuale di diagnostica delle malattie parassitarie. 
Nella seconda metà dell'800 i Basile da S. Lucia si trasferirono nella vicina San Filippo del Mela, dove dal 1881 al 1943 amministrarono quasi ininterrottamente quel comune con cinque sindaci, tra i quali si distinse maggiormente l'avv. Giuseppe Basile Arigò (1886-1977), poi eletto tre volte deputato al parlamento nazionale tra le file monarchiche nel 1948, 1953 e 1963.

### Ramo di Sant'Angelo di Brolo
Giunti nel centro nebroideo alla fine del '600, i Basile furono più volte giurati e diversi ricoprirono la carica di Abate. Contrassero alleanza, tra le altre, con le famiglie baronali dei Caldarera, dei Taviano e dei Saporito.
Questo ramo della famiglia acquistò grande importanza nel corso dell'800, grazie all'apporto che diedero, sia nel Risorgimento sia durante il Regno d'Italia, Luigi, Emanuele ed Achille Basile, i quali, per i loro meriti, furono nominati tutti e tre Senatori del Regno:
- Luigi (1820-1889), giovane avvocato e cospiratore antiborbonico a Napoli, eletto deputato al Parlamento siciliano del 1848-49, poi costretto all'esilio per oltre dieci anni, rientrato in patria fu eletto due volte deputato del Regno d'Italia (nel 1862 e nel 1865) e percorse i più alti gradi della magistratura, fino a ricoprire la carica di Consigliere di Stato; Senatore dal 1884.
- il fratello Emanuele (1837-1912) prese parte a tutte le battaglie per l'unità d'Italia, entrò anche lui nella magistratura ed a fine carriera arrivò ad essere nominato Primo Presidente della Corte di Cassazione; fu decorato Cavaliere di Gran Croce e Gran Cordone dell'Ordine della Corona d'Italia; Senatore dal 1910;
- il cugino Achille (1831-1893), in gioventù pure lui cospiratore e garibaldino, fu Prefetto nelle maggiori città d'Italia (tra cui Milano per oltre dieci anni), venendo nominato Cavaliere di Gran Croce e Gran Cordone di diversi Ordini nazionali ed esteri; Senatore dal 1890[32][33][34].

Carlo Emanuele Basile (1885-1972), scrittore e deputato per tre legislature nel ventennio fascista, figlio del senatore Achille, nel 1925 ottenne da re Vittorio Emanuele III il riconoscimento di nobiltà della famiglia e nel 1926 la concessione del titolo di Barone, con iscrizione nel Libro d'oro della nobiltà italiana.

## Arma
- D'azzurro, al braccio destro, armato d'argento, impugnante in sbarra una lancia, combattente il dragone posto al terzo cantone, accompagnati, al primo cantone, da una cometa ed al quarto dalla croce di Malta, il tutto dello stesso (ramo di Messina e Santa Lucia del Mela)[4][6]
- D'argento, a tre fasce azzurre[37] (ramo di Palermo)

## Personalità
- Luigi Basile (Sant'Angelo di Brolo, 1820 – Roma, 1889), patriota, magistrato, deputato e senatore.
- Achille Basile (Sant'Angelo di Brolo, 1831 – Venezia, 1893), patriota, prefetto, senatore.
- Michele Basile (Santa Lucia del Mela, 1832 – Messina, 1907), patriota, docente, scrittore.
- Emanuele Basile Basile (Sant'Angelo di Brolo, 1837 – Roma, 1912), patriota, magistrato, senatore.
- Carlo Emanuele Basile (Milano, 1885 – Stresa, 1972), scrittore, politico.
- Giuseppe Basile Arigò (San Filippo del Mela, 1886 – Roma, 1977), politico.